# Martin Warnke (Kunsthistoriker)
Martin Warnke (* 12. Oktober 1937 in Ijuí, Brasilien; † 11. Dezember 2019 in Halle an der Saale) war ein deutscher Kunsthistoriker.

## Leben

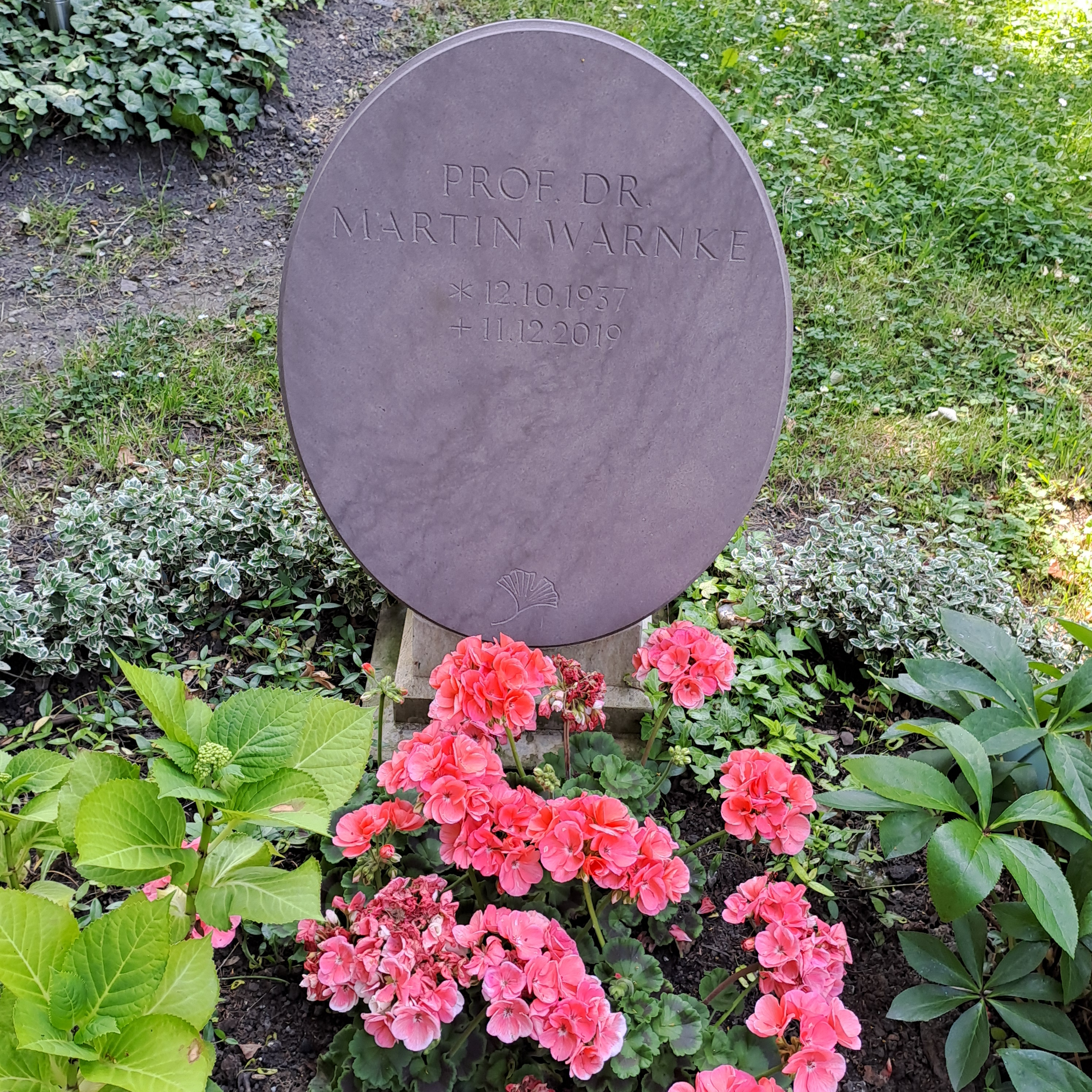
Das Grab von Martin Warnke auf dem Laurentiusfriedhof in Halle

Martin Warnkes Vater wanderte 1936 als Pfarrer zu einer Kolonie von Deutschbrasilianern aus. Um den Sohn vor dem brasilianischen Wehrdienst zu bewahren, schickte ihn die Familie zum Studium nach Deutschland. Er studierte Kunstgeschichte, Geschichte und Germanistik in München, Madrid und Berlin. 1963 wurde er an der FU Berlin bei Hans Kauffmann mit der Arbeit Kommentare zu Rubens promoviert. 1964/1965 absolvierte er ein Volontariat an den Berliner Museen. Beim Auschwitz-Prozess in Frankfurt am Main im April und Mai 1964 schrieb er von der Beweisaufnahme Berichte für die Stuttgarter Zeitung.
1970 habilitierte er sich an der Westfälischen Wilhelms-Universität in Münster mit der Schrift Organisation der Hofkunst.
Von 1971 bis 1978 war er Professor am kunstgeschichtlichen Institut der Universität Marburg. Von 1979 an lehrte er an der Universität Hamburg bis zu seiner Emeritierung im Frühjahr 2003. Martin Warnke starb am 11. Dezember 2019 im Alter von 82 Jahren in Halle an der Saale und wurde am 20. Dezember 2019 auf dem evangelischen Laurentiusfriedhof in Halle an der Saale beigesetzt.

## Wirken
Warnke vertrat in seiner Hamburger Zeit neben Horst Bredekamp, Klaus Herding und Franz-Joachim Verspohl eine Forschungsrichtung, die sich besonders der Sozialgeschichte der Kunst zuwandte. Besondere Wirkung innerhalb des Fachs hatte seine Erforschung der politischen und sozialen Vorbedingungen von Kunst sowie der politischen Wirkung von Bildern, so schon in seiner Dissertation über Peter Paul Rubens. Seine frühe Arbeit wurde als kryptomarxistisch charakterisiert, so von Otto von Simson. Auf dem Kunsthistorikertag 1970 in Köln leitete er eine Sektion zur Kritik der Kunstgeschichte.
Warnke leitete die Forschungsstelle für Politische Ikonographie im Warburg-Haus in Hamburg, die er aus Mitteln des ihm 1990 verliehenen Leibnizpreises finanzierte. Hier widmete er sich dem Werk des bedeutenden Kulturwissenschaftlers Aby Warburg, für dessen Archive im Warburg-Haus er sich erfolgreich engagierte. 2005 wurde die Stiftung der Martin-Warnke-Medaille durch die Universität Hamburg und die Aby-Warburg-Stiftung für wissenschaftliche Leistungen auf dem Gebiet der Kulturwissenschaft gegründet.
Warnke war Mitglied der Deutschen Akademie für Sprache und Dichtung sowie im Ausschuss zur Bewahrung des deutschen Kulturgutes. In den Jahren 1983/1984 war er Mitglied des Wissenschaftskollegs zu Berlin. 1987 war Warnke Fellow am Getty Research Institute for the History of Art and the Humanities in Santa Monica. 1998 bis 1999 war er Mitglied des Collegium Budapest.

## Ehrungen und Auszeichnungen
- 1990: Gottfried-Wilhelm-Leibniz-Preis der Deutschen Forschungsgemeinschaft
- 2006: Gerda Henkel Preis[5]
- 2007: Ehrendoktorwürde der Technischen Universität Dresden für seine besonderen Verdienste um Wissenschaft, Kunst und Kultur
- 2010: Ehrendoktorwürde der Technischen Universität Dortmund
- 2012: Aby-M.-Warburg-Preis der Freien und Hansestadt Hamburg

## Publikationen
Buchveröffentlichungen:
Martin Warnke war im wissenschaftlichen Beirat der in zwei Halbjahresbänden erscheinenden Zeitschrift für Ästhetik und Allgemeine Kunstwissenschaft, Felix Meiner Verlag, Hamburg, ISSN 0044-2186.
- Das Kunstwerk zwischen Wissenschaft und Weltanschauung. Bertelsmann-Kunstverlag, Gütersloh 1970.
- Bau und Überbau. Soziologie der mittelalterlichen Architektur nach den Schriftquellen. Suhrkamp, Frankfurt am Main 1984 [zuerst erschienen im Syndikat Verlag, 1976].
- Peter Paul Rubens. Leben und Werk. DuMont Buchverlag, Köln 1977, ISBN 3-7701-0952-X.[6]
- Cranachs Luther. Entwürfe für ein Image (= Fischer TB). Frankfurt am Main 1984.
- Politische Landschaft. Zur Kunstgeschichte der Natur. Hanser, München/Wien 1992.
- Hofkünstler. Zur Vorgeschichte des modernen Künstlers. 2. Auflage. DuMont, Köln 1996.
- Nah und Fern zum Bilde. Beiträge zu Kunst und Kunsttheorie. Hrsg. von Michael Diers. DuMont, Köln 1997.
- Geschichte der deutschen Kunst in drei Bänden. Band 2: Spätmittelalter und Frühe Neuzeit 1400–1750. C. H. Beck, München 1999.
- Bildwirklichkeiten. Wallstein, Göttingen 2005.
- Velázquez. Form & Reform. DuMont, Köln 2005.[7]
- Könige als Künstler. Rhema, Münster 2007.
- (Hrsg. mit Uwe Fleckner und Hendrik Ziegler): Handbuch der politischen Ikonographie. Band 1: Abdankung bis Huldigung. Bd. 2: Imperator bis Zwerg. 2. Auflage. Beck, München 2011, ISBN 978-3-406-57765-9.
- Zeitgenossenschaft. Zum Auschwitz-Prozess 1964. Vorgestellt von Pablo Schneider und Barbara Welzel. Diaphanes, Zürich 2014, ISBN 978-3-03734-710-2.
- „Schütteln Sie den Vasari …“ Kunsthistorische Profile. Hrsg. von Matthias Bormuth, mit einem Essay von Horst Bredekamp. Wallstein, Göttingen 2017, ISBN 978-3-8353-3170-9.
- Künstlerlegenden. Kritische Ansichten. Herausgegeben von Matthias Bormuth, Wallstein, Göttingen 2019, ISBN 978-3-8353-3427-4.[8]
- Warburgs Schnecke. Kulturwissenschaftliche Skizzen. Herausgegeben von Matthias Bormuth, Wallstein, Göttingen 2020, ISBN 978-3-8353-3818-0.

Aufsätze:
- Bilderstürme. In: Martin Warnke (Hrsg.): Die Zerstörung des Kunstwerks. Fischer, Frankfurt a. M. 1988, S. 7–13 (Originalausgabe: Hanser, München 1973).
- Durchbrochene Geschichte. Die Bilderstürme der Wiedertäufer in Münster 1534/1535. In: Martin Warnke (Hrsg.): Die Zerstörung des Kunstwerks. Fischer, Frankfurt a. M. 1988, S. 65–98.
- Von der Gewalt gegen Kunst zur Gewalt der Kunst. Die Stellungnahmen von Schiller und Kleist zum Bildersturm. In: Martin Warnke (Hrsg.): Die Zerstörung des Kunstwerks. Fischer, Frankfurt a. M. 1988, S. 99–107.
- Über die Macht der Schönheit. In: Kursbuch 112. Städte bauen. Juni 1993. Rowohlt, Berlin 1993, S. 123–127.
- Bau und Gegenbau. In: Hermann Hipp, Ernst Seidl (Hrsg.): Architektur als politische Kultur. Reimer, Berlin 1996, S. 11–18.
- Das Kompositbildnis. In: Andreas Köstler, Ernst Seidl (Hrsg.): Bildnis und Image. Böhlau, Köln/Weimar/Wien 1998, S. 143–149.
- Vor-Bilder. In: Kursbuch 146. Vorbilder. Dezember 2001. Rowohlt, Berlin 2001, S. 19–27.
- Das System Sitte. Der Held der DDR-Malerei hat die Kunstdogmen der Obrigkeit auch unterhöhlt. In: Die Zeit. Nr. 9, 2001 (zu Sitte).
- Vom Abschneiden der Nase. Valentin Groebners Buch über Gewalt im Mittelalter ist sogar unterhaltsam. In: Die Zeit. Nr. 40, 2003 (zu Valentin Groebner).
- Ist das nicht Bismarck? Berliner Gemäldegalerie. In: FAZ. 30. März 2013 (faz.net): „Aufstieg und Fall eines weltberühmten Gemäldes: Nicht Rembrandt malte den „Mann mit dem Goldhelm“. Ein genauer Blick auf das Bild lohnt sich dennoch.“